# Hernandia hammelii
Hernandia hammelii là một loài thực vật thuộc họ Hernandiaceae. Đây là loài đặc hữu của Panama. Chúng hiện đang bị đe dọa vì mất môi trường sống.